# Paracoenia fumosalis
Paracoenia fumosalis är en tvåvingeart som beskrevs av Cresson 1935. Paracoenia fumosalis ingår i släktet Paracoenia och familjen vattenflugor. Inga underarter finns listade i Catalogue of Life.